# 리처드 마르쿠스
리처드 마커스(Richard Marcus, 1945년 9월 19일 ~ )는 미국의 배우이다.
미국에서 태어났다.

## 경력
첫 번째 역할은 TV 쇼 《더 화이트 섀도》 두 편에 게스트로 출연한 것이다. 1980년대 내내 꾸준히 작업했으며, 호평을 받은 NBC 드라마 《세인트 엘스웨어》에서 리커링 캐릭터 랠프 역을 맡아 에미상 후보에 올랐다.
1996년부터 2000년까지 TV 시리즈 《프리텐더 제로드》에서 윌리엄 레인스 박사 역으로 출연했다. 2001년 두 편의 TV 영화에서 이 역할을 다시 맡았다. 《프리텐더 제로드》 이후 2005년 《24》 두 편에 게스트로 출연한 것을 포함하여 2009년까지 정기적으로 연기 활동을 하였다.

## 출연 작품

### 영화
- 불가사리 (1990)

### 텔레비전
- 더 화이트 섀도(1979-80, The White Shadow)
- 세인트 엘스웨어(1982-86, St. Elsewhere)
- 프리텐더 제로드 (1996-2000)
- 24 (2005)